# QinetiQ
QinetiQ (/kɪˈnɛtɪk/, от qi + net + IQ) — британская многонациональная оборонная компания. Штаб-квартира находится в Фарнборо, графство Хэмпшир. На 2011 год она была 52-й крупнейшей мировой оборонной компанией, и шестой по размеру в Великобритании.
Являлась частью бывшего государственного агентства Defence Evaluation and Research Agency (DERA), приватизирована в июне 2001 года. Остальная часть DERA стала dstl.
Акции компании торгуются на London Stock Exchange и входят в состав индекса FTSE 250 с февраля 2006 года.

## История
2 июля 2001 года, в рамках инициативы Public Private Partnership британское государственное агентство Defence Evaluation and Research Agency (DERA) было разделено на две части: частную коммерческую компанию QinetiQ, получившую около 75% ресурсов DERA, и государственную dstl.
Министр обороны Lewis Moonie объявил о создании QinetiQ в 2001 году, отметив, что она останется британской, заняв Ball Hill. Министерство обороны сохранило специальную долю к компании.
В феврале 2003 Carlyle Group приобрела 33,8 % акций QinetiQ за 42 миллиона фунтов.
В феврале 2006 года правительство продало контрольный пакет акций QinetiQ на лондонской фондовой бирже (LSE), сохранив золотую акцию.
9 сентября 2008 года Министерство обороны продало оставшуюся 19% долю в QinetiQ.

## Продукция

### Оборонные проекты
- LAST Armour
- Talon Robot
- FACET (Family of Advanced Cost Estimating Tools)[9]
- Operating and Support Cost Model (OSCAM)[10][11]

### БПЛА
- Qinetiq Mercator
- Qinetiq Zephyr

### Безопасность
- Cyveillance
- Optasense - Distributed acoustic sensing
- X-Net

### Авиация
- Акустические испытания
- Испытания в аэродинамической трубе

### Энергетика
- EFW 7000